# 谷口伸
谷口 伸（たにぐち しん、1969年（昭和44年）3月23日 - ）は、日本の声楽家（バリトン）、オペラ歌手。主にドイツで活動中。

## 経歴
鳥取県鳥取市出身。1988年（昭和63年）鳥取県立鳥取東高等学校卒業。高校1年在学中、独唱コンクールの鳥取県大会で優勝し、大分県竹田市で毎年行われる『瀧廉太郎記念 西日本高等学校声楽コンクール』に鳥取県代表として出場。1993年（平成5年）慶應義塾大学文学部卒業。
大学在学中に慶應義塾ワグネル・ソサィエティー男声合唱団のバリトン・パートリーダーを務め、リヒャルト・ワーグナー『タンホイザー』のヴォルフラム、ジョージ・ガーシュウィン『ポーギーとベス』のポーギーなど主要なソリストとしても活躍。毎日学生音楽コンクール東京大会で第2位（音楽大学以外からの入賞は異例）。その際に優勝したのは森麻季で、彼女との差は、たった6ポイントだったという。松尾葉子指揮オペラ宮林亮至作曲『十五夜物語』で主役を務め、慶應義塾塾長賞を獲得した。

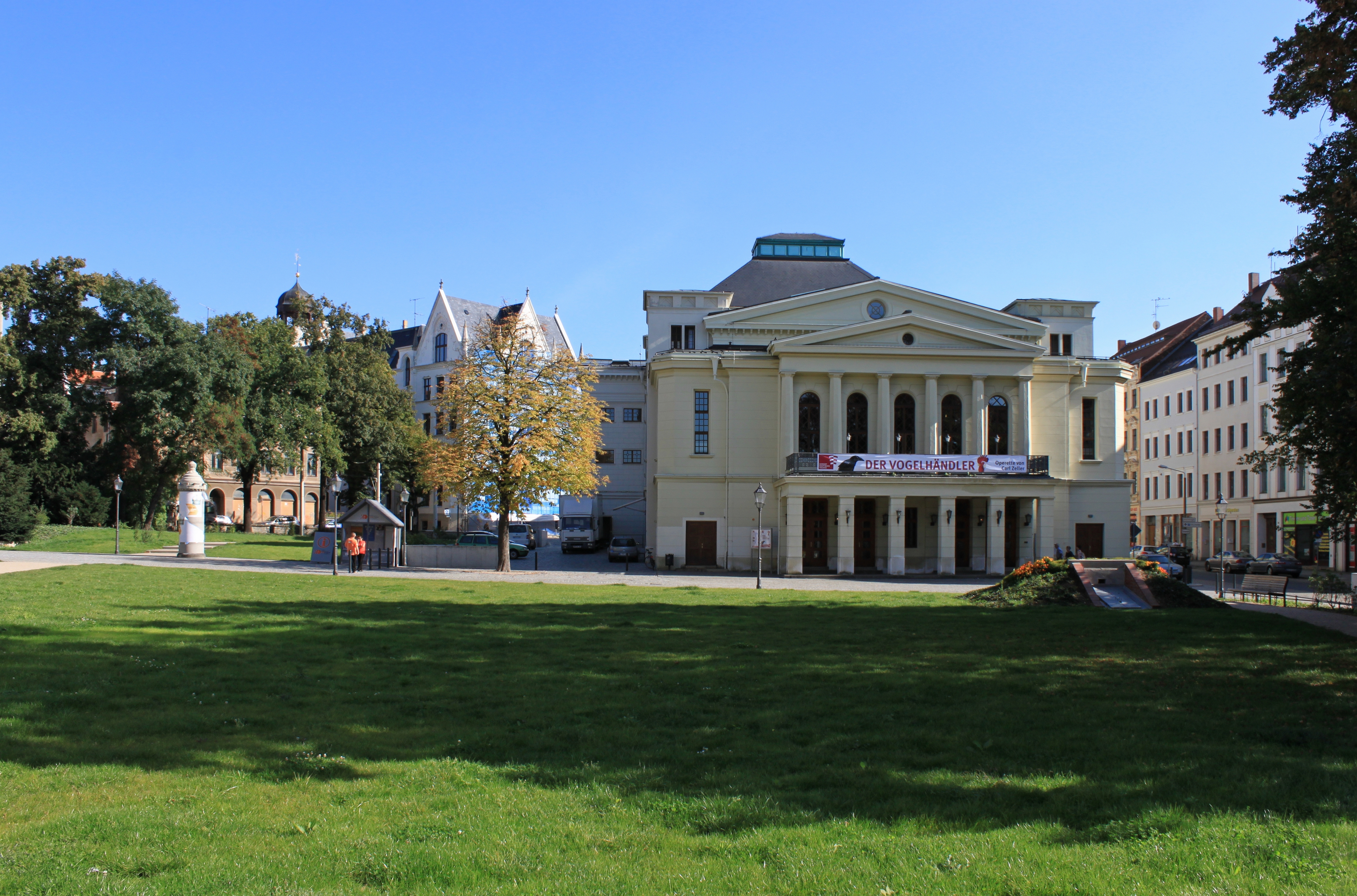
デミアニ広場から見たゲルリッツ劇場

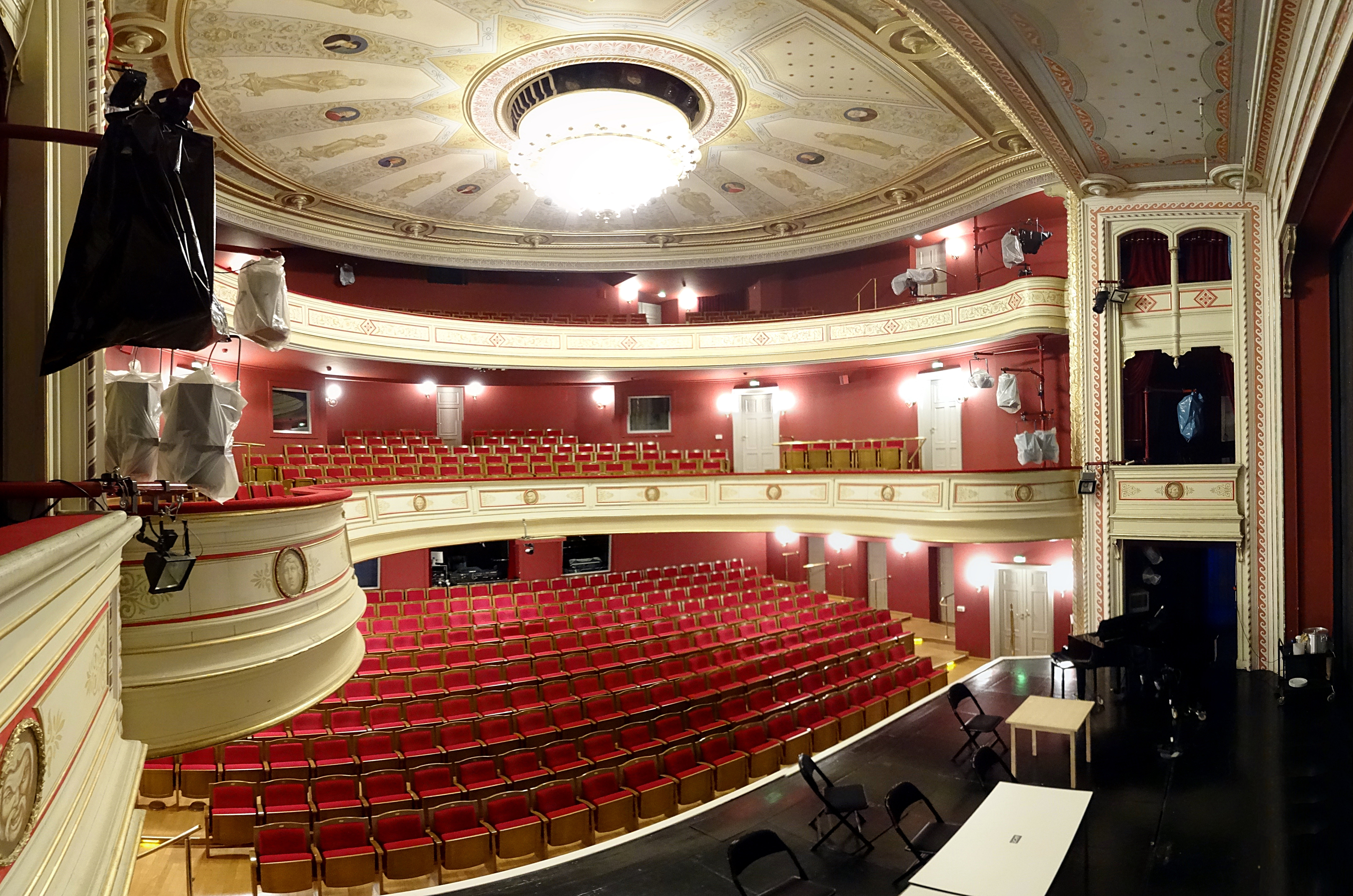
ゲルリッツ劇場の内部

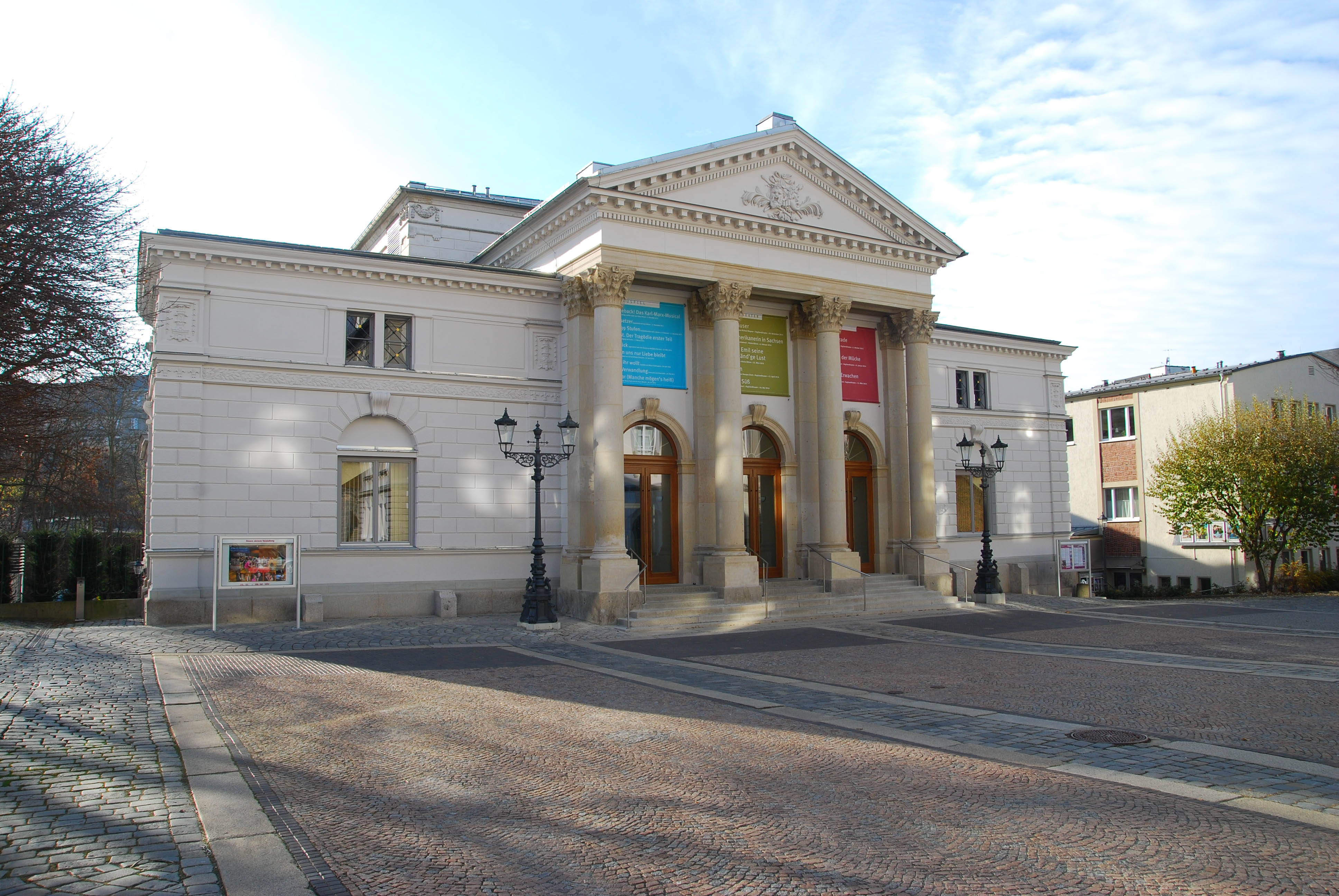
プラウエンのフォークトラント劇場

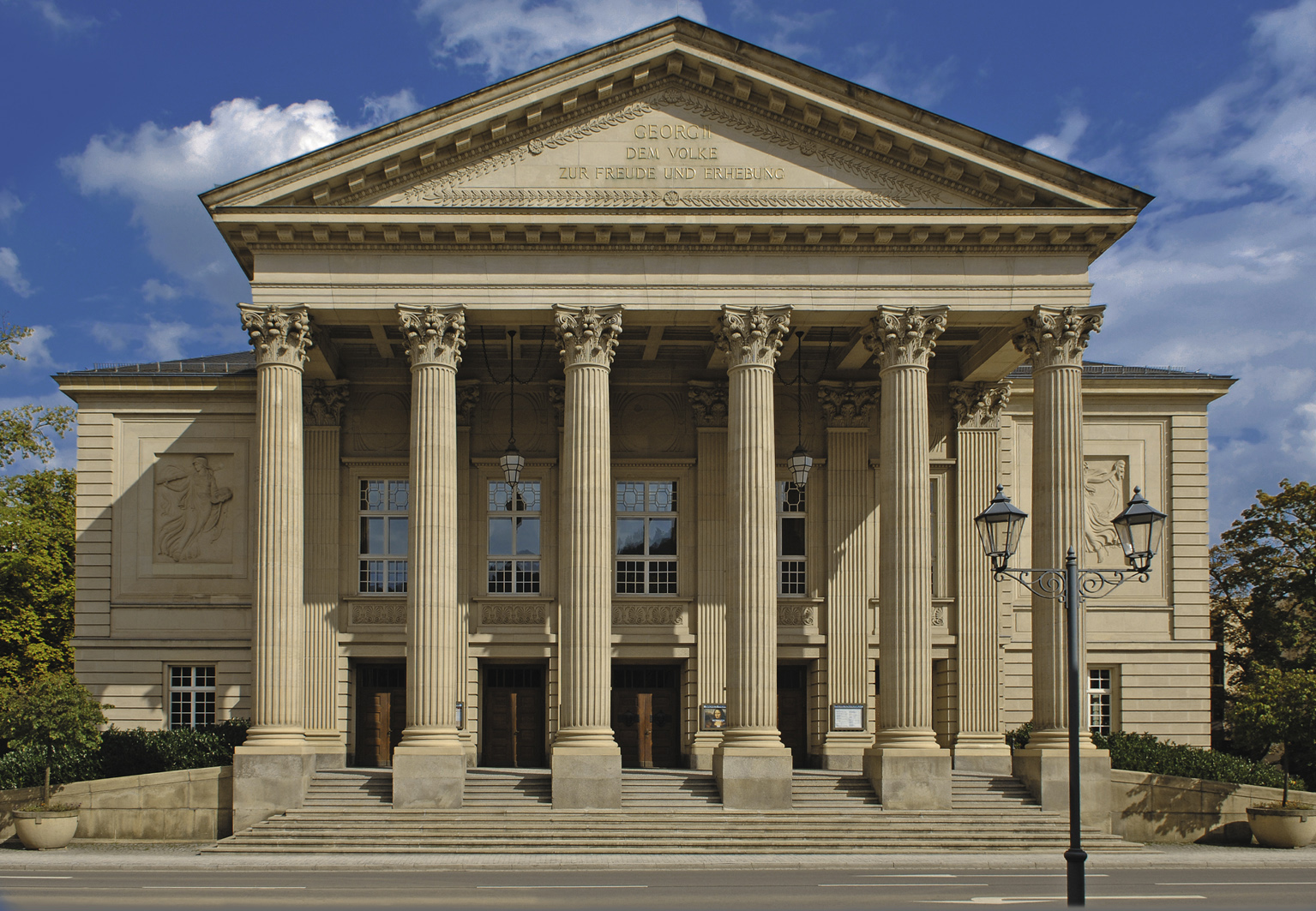
マイニンゲン国立劇場の正面

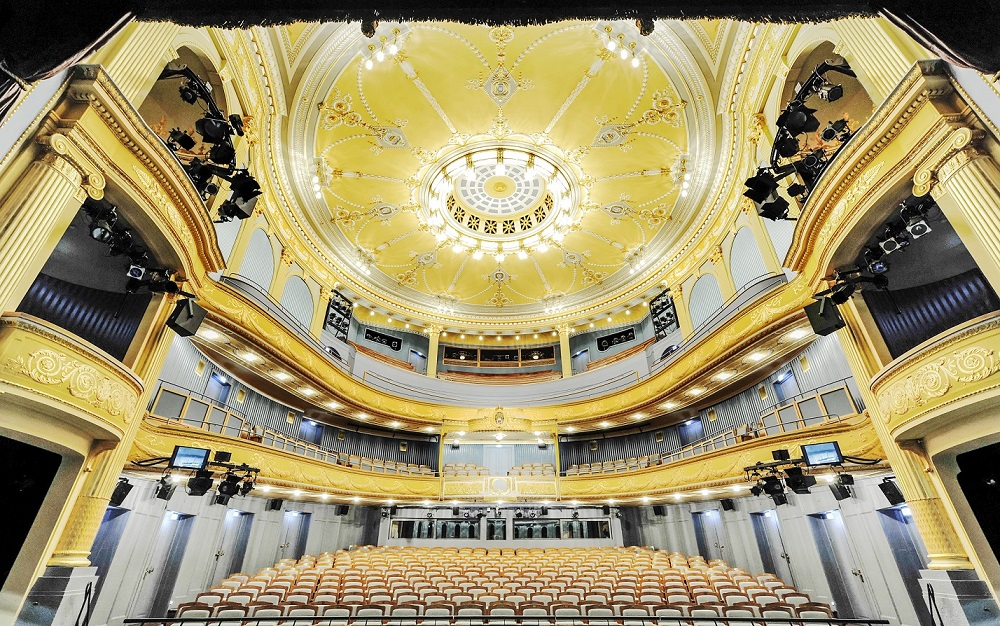
マイニンゲン国立劇場の内部

1993年（平成5年）株式会社NTTデータ入社。翌年退社後、河合楽器の渋谷店でアルバイトをしながら声楽家としての道を歩み始める。シューベルト国際歌曲コンクール第2位、NHK新人洋楽オーディション合格、イタリア声楽コンコルソ金賞、日本声楽コンクール第3位、日本音楽コンクール声楽部門入選2回など数々のコンクールに入選。
1998年（平成10年）渡欧し、受験資格ぎりぎりの29歳でウィーン国立音楽大学に合格。1999年度（平成11年度）、2000年度（平成12年度）ロームミュージックファンデーション奨学生に選ばれる。2000年（平成12年）ドイツ・ツヴィッカウにおいて国際シューマン歌曲コンクール第3位など、主要なコンクールで数々の賞を受賞。2002年（平成14年）ウィーン国立音楽大学リート・オラトリオ科を最優秀で卒業。また、愛知・長久手オペラ声楽コンクールにて第2位を受賞。2003年（平成15年）ウィーン・コンツェルトハウスにて、ハイドンのオペラ『報われた誠』などを演奏、新聞紙上にて高い評価を得る。2004年（平成16年）北イタリア・メランにおいて"デビュー・イン・メラン"国際声楽コンクール総合優勝。その後、"グラーツの若い芸術家祭 (Festival Junger Künstler Graz)"、フュルト劇場 (De:Theater Fürth)、ウィーン・コンツェルトハウスのコンサート協会にゲスト出演。
2005年（平成17年）ドイツ・ザクセン州ゲルリッツ市立劇場 (2011年からはゲルハルト＝ハウプトマン＝劇場・ゲルリッツ＝ツィッタウ：De:Gerhart-Hauptmann-Theater Görlitz-Zittau) と専属契約を結び、2005/2006年シーズンより出演。ドイツを中心にヨーロッパで演奏活動を展開する。2006年（平成18年）には同劇場にてヴェルディ『リゴレット』のタイトルロール、またリヒャルト・シュトラウス『サロメ』のヨカナーン役などを演じる。ドイツ永住ビザを取得。
2010年（平成22年）ロベルト・シューマンの生地であるドイツ・ザクセン州プラウエン＝ツヴィッカウ市立劇場 (De:Theater Plauen-Zwickau) と専属契約を結び、活躍の場を移す。2010/2011年のシーズンより、モーツァルト『ドン・ジョヴァンニ』のタイトルロール、ヴェルディ『仮面舞踏会』のレナートなどを演じる。2011/2012年のシーズン、アリラ・ジーガート (De:Arila Siegert) 演出によるロッシーニ『セヴィリアの理髪師』で演じたフィガロが、ドイツ・オペラ専門誌”Opernwelt”の「50人の批評家によるシーズン評」で最も良かった歌手の一人として選出・評価される。
時折一時帰国し、2013年（平成25年）2月25日、大阪交響楽団第173回定期演奏会でマーラー『子供の不思議な角笛』を歌う。2016年（平成28年）6月27日 福岡ソフトバンクホークスの試合前の国歌独唱を務める。2016年7月22日には大阪交響楽団第203回定期演奏会でマーラー『5つの初期の歌』『リュッケルトの詩による5つの歌曲』を演唱。2017年（平成29年）11月に慶應義塾ワグネル・ソサィエティー男声合唱団第142回定期演奏会においてワーグナー『タンホイザー』ヴォルフラムのソリストを務めた。
2018年（平成30年）ドイツ・テューリンゲン州マイニンゲン国立劇場 (De:Meininger Staatstheater) と専属契約を結ぶ。2018/2019年のシーズンより出演中。ここでビゼー『カルメン』エスカミーリョ、オトマール・シェック『デューランデ城 (Das Schloß Dürande)』レナルド・デュボア、プッチーニ『トスカ』スカルピアなどを演じている。高い評価を得ているプロダクション『THROUGH HIS TEETH』で2020年シーズンを開幕。
2021年（令和3年）には、オペラ『ゲシュペンスター』の世界初演に参加するほか、リヒャルト・シュトラウス『アラベラ』マンドリーカや、コンサートにも出演することが予定されている。
コンサート歌手としても300を超える歌曲のレパートリーを持ち、またバッハ『クリスマス・オラトリオ』、ブラームス『ドイツ・レクイエム』等、宗教曲のソリストとしても活動している。2020年（令和2年）年末にはNHK交響楽団『第九』バリトンソロを務めることが発表された（12月23、25、26日NHKホール、12月27日サントリーホール）。
声楽を門屋留樹、畑中良輔、Ｖ.ミラキアン、C.レーマン、リート解釈をＷ.ムーア、ハンス・ホッター、ディートリヒ・フィッシャー＝ディースカウ、オラフ・ベーアに師事。

## オペラの主なレパートリー
- 宮林亮至『十五夜物語』主役（日本・新宿文化センター）[9]
- ヴェルディ『リゴレット』タイトルロール（ゲルリッツ）[4]
- ヴェルディ『仮面舞踏会』レナート（ゲルリッツ、ツヴィッカウ）[4][5]
- プッチーニ『ラ・ボエーム』マルチェロ（ゲルリッツ）[4]
- レハール『メリー・ウィドウ』ダニーロ（ゲルリッツ）[4]
- リヒャルト・シュトラウス『サロメ』ヨカナーン（ゲルリッツ）[4]
- ワーグナー『ローエングリン』ハインリヒ王の伝令（ベルリン、2006年（平成18年）ケント・ナガノ指揮ベルリン・ドイツ交響楽団に客演）[4]
- モーツァルト『ドン・ジョヴァンニ』タイトルロール（ツヴィッカウ）[4]
- プッチーニ『トスカ』スカルピア（ツヴィッカウ、マイニンゲン）[4]
- ヴェルディ『椿姫』ジェルモン（ツヴィッカウ）[4]
- ヴェルディ『グスタフ3世 (En:Gustavo III (Verdi))』アンカーストレーム伯爵（ツヴィッカウ）[4]
- ビゼー『カルメン』エスカミーリョ（ツヴィッカウ、マイニンゲン）[4]
- モーツァルト『コジ・ファン・トゥッテ』ドン・アルフォンソ（ツヴィッカウ）[4]
- モーツァルト『フィガロの結婚』アルマヴィーヴァ伯爵（ツヴィッカウ）[4]
- デトレフ・グラナーツ (Detlev Glanerts) の現代オペラ『JOSEPH SÜSS』タイトルロール（ツヴィッカウ）[4]
- ロッシーニ『セヴィリアの理髪師』フィガロ（ツヴィッカウ）[4]
- オトマール・シェック『デューランデ城 (Das Schloß Dürande)』レナルド・デュボア（マイニンゲン）[4]